# Pont Demidov
Le pont Demidov est une passerelle piétonnière qui enjambe le canal Griboïedov dans le centre historique de Saint-Pétersbourg. Le pont mesure 33m de long pour 16,09m de large. On trouve en amont le pont de pierre et en aval le pont au Foin.

## Histoire

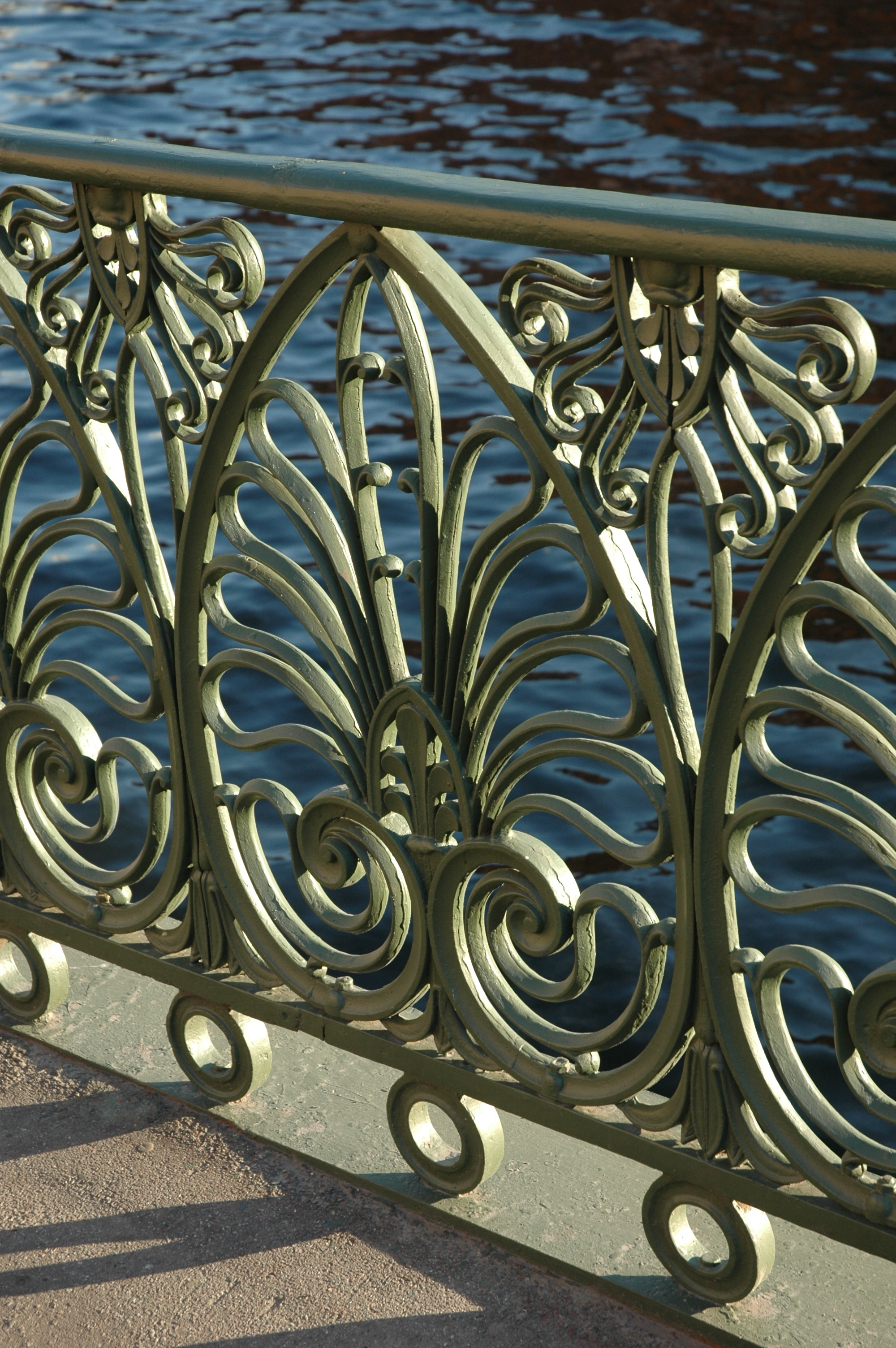
Détail de la balustrade à décor de palmettes

Son nom provient de la famille Demidov qui possédait autrefois la majorité des terrains des environs et qui donna son nom à la rue dans le prolongement du pont. Cette rue s'appelle aujourd'hui la rue Grivtsov. Une première passerelle de bois a été construite en 1776, remplacée en 1834-1835 par une passerelle de fonte, construite selon les plans de l'ingénieur français Pierre-Dominique Bazaine (1786-1838), aidé d'E. Adam. Le ministre des finances de l'époque Cancrin voulait nommer ce pont, le pont de la Banque, à cause de la banque impériale des Assignats à côté (aujourd'hui faculté d'économie et de finances de Saint-Pétersbourg), mais la construction d'un nouveau pont de la Banque, fameux par ses griffons, lui fit donner un autre nom.
Ses balustrades de fonte sont particulièrement élégantes avec leur décor de palmettes et elles sont inscrites au patrimoine architectural de la ville. Elles ont été restaurées en 1954-1955.